# Arenales (Venezuela)
Arenales es una localidad venezolana ubicada al este del municipio de Torres, en el Estado Lara. Este pueblo se caracteriza por sus construcciones de estilo colonial, que reflejan la historia y la cultura de la región. Sus estructuras —que han perdurado a lo largo del tiempo— son un testimonio del patrimonio arquitectónico local.
La proximidad de Arenales a la capital del municipio, Carora, lo convierte en un punto de interés para los visitantes. Su entorno natural, junto con su arquitectura histórica, atrae tanto a turistas como a estudiosos de la cultura larense. La localidad ofrece un vistazo a la vida rural en Venezuela, con tradiciones que se mantienen vivas en su comunidad.
Arenales es actualmente el pueblo más visitado de la región, luego de la creación de la Autopista Carora-Zulia, comúnmente llamada Lara-Zulia en La Troncal 17. Cerca de Arenales se encuentra el caserío de Bocare, un pequeño asentamiento rural clave para el tránsito de otros caseríos.

## Clima
El clima de Arenales se caracteriza por temperaturas cálidas, con una temperatura promedio de 27,7 °C. Durante los meses más cálidos, se pueden registrar máximas que alcanzan aproximadamente los 39 °C, lo que contribuye a un ambiente propicio para actividades al aire libre y la agricultura en la región.

## Educación
Arenales cuenta con diversas instituciones educativas que atienden las necesidades de la población estudiantil. Entre ellas se destacan:
- Escuela Ananías Cotte: Esta institución ofrece educación básica y es un pilar en la formación de los jóvenes de la localidad.
- Escuela Técnica José Félix Espinoza de los Montero: Dedicada a la formación técnica, esta escuela proporciona a los estudiantes habilidades prácticas y teóricas en diversas disciplinas.
- Liceo de Arenales: Conocido por sus siglas L.B.A., ofrece una educación integral a nivel medio, preparando a los estudiantes para su futura inserción en el ámbito académico y profesional.

## fiestas patronales
Arenales celebra diversas festividades a lo largo del año, destacando especialmente las fiestas patronales en honor a Nuestra Señora Virgen de la Merced, que se llevan a cabo cada 24 de septiembre. Esta celebración es un evento significativo para la comunidad, donde se realizan actividades religiosas y culturales.
Asimismo, se organiza anualmente la elección de la reina de las festividades, un evento que fomenta la participación comunitaria y celebra la identidad cultural de Arenales.

## Santos patronos de Arenales
Arenales es una localidad que se distingue por su fervor religioso, albergando una rica tradición católica en la que destacan varios santos patronos. Entre ellos se encuentran:
- Virgen de la Merced: Patrona de la orden mercedaria, venerada por su intercesión en la liberación de cautivos y en la protección de los fieles.
- Virgen del Valle: Conocida por su devoción entre los habitantes, es considerada un símbolo de esperanza y protección.
- San Antonio de Padua: Santo franciscano, reconocido por su labor en la predicación y por ser el patrono de los objetos perdidos.
- San Domingo de Guzmán: Fundador de la Orden de Predicadores (dominicos), venerado por su compromiso con la educación y la evangelización.
- Santa Rosalía de Palermo: Santa siciliana, venerada como protectora y abogada en tiempos de peste y calamidades.
- Virgen de Fátima: Conocida por las apariciones en 1917 en Portugal, es un símbolo de paz y conversión.
- Invención de la Santa Cruz: Fiesta que conmemora el hallazgo de la cruz en la que fue crucificado Jesucristo, celebrada por su significado en la fe cristiana.

Con una población aproximada de 5234 habitantes según el censo de 2016, Arenales refleja una fuerte identidad católica, donde la devoción a estos santos patronos es parte integral de la vida comunitaria.

## Centros Religiosos
Arenales cuenta con una variedad de centros religiosos que reflejan la diversidad espiritual de sus habitantes. Entre ellos se destacan:
- Salón del Reino de los Testigos de Jehová: Este centro de culto es utilizado por la comunidad de Testigos de Jehová para la celebración de reuniones y actividades religiosas, donde se promueve la enseñanza de las doctrinas de esta organización cristiana.

- Iglesia Católica: La Iglesia Católica en Arenales es un importante punto de referencia para la comunidad católica, donde se llevan a cabo misas, sacramentos y otras actividades litúrgicas. Este espacio también sirve como un lugar de encuentro para la vida comunitaria y la celebración de festividades religiosas.

- Iglesias Protestantes Evangélicas: En Arenales, diversas congregaciones protestantes evangélicas también desempeñan un papel significativo en la vida espiritual de la comunidad. Estas iglesias ofrecen servicios de adoración, estudios bíblicos y actividades comunitarias, contribuyendo a la diversidad religiosa y fomentando la participación activa de sus miembros en la vida social y espiritual del pueblo.

- Datos: Q61731585